# Urs Kälin
Urs Kälin, född den 26 februari 1966 i Bennau, Schweiz, är en schweizisk utförsåkare.
Han tog OS-silver i herrarnas storslalom i samband med de olympiska utförstävlingarna 1994 i Lillehammer.